# Worstelen op de Olympische Zomerspelen 2024
Worstelen is een van de sporten die beoefend werd tijdens de Olympische Zomerspelen 2024 in Parijs. De wedstrijden vonden van 5 tot en met 11 augustus plaats in het Grand Palais Éphémère. De vrouwen worstelen alleen in de vrije stijl en de mannen worstelen zowel in de vrije stijl als in de Grieks-Romeinse stijl.

## Kwalificatie
Aan het toernooi nemen 288 worstelaars deel, 96 vrouwen en 192 mannen. Daarnaast zijn er zes plaatsen beschikbaar voor het gastland of de olympische tripartitecommissie. Elk land mag maximaal één deelnemer per onderdeel inschrijven, indien men een quotaplaats heeft weten te bemachtigen.

## Medailles

### Medaillewinnaars

#### Grieks-Romeins
Mannen
| Onderdeel            | Goud | Goud                 | Zilver | Zilver            | Brons | Brons                  |
| -------------------- | ---- | -------------------- | ------ | ----------------- | ----- | ---------------------- |
| Bantam (-60 kg)      | JPN  | Kenichiro Fumita     | CHN    | Cao Liguo         | KGZ   | Zholaman Sharshenbekov |
| Bantam (-60 kg)      | JPN  | Kenichiro Fumita     | CHN    | Cao Liguo         | PRK   | Ri Se-ung              |
| Licht (-67 kg)       | IRI  | Saeid Esmaeili       | UKR    | Parviz Nasibov    | AZE   | Hasrat Jafarov         |
| Licht (-67 kg)       | IRI  | Saeid Esmaeili       | UKR    | Parviz Nasibov    | CUB   | Luis Orta              |
| Welter (-77 kg)      | JPN  | Nao Kusaka           | KAZ    | Demeu Zhadrayev   | ARM   | Malkhas Amoyan         |
| Welter (-77 kg)      | JPN  | Nao Kusaka           | KAZ    | Demeu Zhadrayev   | KGZ   | Akzjol Machmoedov      |
| Midden (-87 kg)      | BUL  | Semen Novikov        | IRI    | Alireza Mohmadi   | UKR   | Zjan Belenjoek         |
| Midden (-87 kg)      | BUL  | Semen Novikov        | IRI    | Alireza Mohmadi   | DEN   | Turpal Bisultanov      |
| Zwaar (-97 kg)       | IRI  | Mohammad Hadi Saravi | ARM    | Artoer Aleksanjan | CUB   | Gabriel Rosillo        |
| Zwaar (-97 kg)       | IRI  | Mohammad Hadi Saravi | ARM    | Artoer Aleksanjan | KGZ   | Uzur Dzhuzupbekov      |
| Superzwaar (-130 kg) | CUB  | Mijaín López         | CHI    | Yasmani Acosta    | IRI   | Amin Mirzazadeh        |
| Superzwaar (-130 kg) | CUB  | Mijaín López         | CHI    | Yasmani Acosta    | CHN   | Meng Lingzhe           |

#### Vrije stijl
Mannen
| Onderdeel            | Goud | Goud              | Zilver | Zilver              | Brons | Brons                  |
| -------------------- | ---- | ----------------- | ------ | ------------------- | ----- | ---------------------- |
| Bantam (-57 kg)      | JPN  | Rei Higuchi       | USA    | Spencer Lee         | IND   | Aman Sehrawat          |
| Bantam (-57 kg)      | JPN  | Rei Higuchi       | USA    | Spencer Lee         | UZB   | Gulomjon Abdullaev     |
| Licht (-65 kg)       | JPN  | Kotaro Kiyooka    | IRI    | Rahman Amouzad      | PUR   | Sebastian Rivera       |
| Licht (-65 kg)       | JPN  | Kotaro Kiyooka    | IRI    | Rahman Amouzad      | ALB   | Islam Dudaev           |
| Welter (-74 kg)      | UZB  | Razambek Zhamalov | JPN    | Daichi Takatani     | USA   | Kyle Dake              |
| Welter (-74 kg)      | UZB  | Razambek Zhamalov | JPN    | Daichi Takatani     | ALB   | Chermen Valiev         |
| Midden (-86 kg)      | BUL  | Magomed Ramazanov | IRI    | Hassan Yazdani      | USA   | Aaron Brooks           |
| Midden (-86 kg)      | BUL  | Magomed Ramazanov | IRI    | Hassan Yazdani      | GRE   | Dauren Kurugliev       |
| Zwaar (-97 kg)       | BRN  | Akhmed Tazhudinov | GEO    | Givi Matcharashvili | AZE   | Magomedkhan Magomedov  |
| Zwaar (-97 kg)       | BRN  | Akhmed Tazhudinov | GEO    | Givi Matcharashvili | IRI   | Amir Ali Azarpira      |
| Superzwaar (-125 kg) | GEO  | Geno Petriashvili | IRI    | Amir Hossein Zare   | TUR   | Taha Akgül             |
| Superzwaar (-125 kg) | GEO  | Geno Petriashvili | IRI    | Amir Hossein Zare   | AZE   | Giorgi Meshvildishvili |

Vrouwen
| Onderdeel           | Goud | Goud              | Zilver | Zilver               | Brons | Brons                |
| ------------------- | ---- | ----------------- | ------ | -------------------- | ----- | -------------------- |
| Vlieg (-50 kg)      | USA  | Sarah Hildebrandt | CUB    | Yusneylys Guzmán     | JPN   | Yui Susaki           |
| Vlieg (-50 kg)      | USA  | Sarah Hildebrandt | CUB    | Yusneylys Guzmán     | CHN   | Feng Ziqi            |
| Bantam (-53 kg)     | JPN  | Akari Fujinami    | ECU    | Lucía Yépez          | PRK   | Choe Hyo-gyong       |
| Bantam (-53 kg)     | JPN  | Akari Fujinami    | ECU    | Lucía Yépez          | CHN   | Pang Qianyu          |
| Welter (-57 kg)     | JPN  | Tsugumi Sakurai   | MDA    | Anastasia Nichita    | USA   | Helen Maroulis       |
| Welter (-57 kg)     | JPN  | Tsugumi Sakurai   | MDA    | Anastasia Nichita    | CHN   | Hong Kexin           |
| Midden (-62 kg)     | JPN  | Sakura Motoki     | UKR    | Iryna Koljadenko     | KGZ   | Aisuluu Tynybekova   |
| Midden (-62 kg)     | JPN  | Sakura Motoki     | UKR    | Iryna Koljadenko     | NOR   | Grace Bullen         |
| Lichtzwaar (-68 kg) | USA  | Amit Elor         | KGZ    | Meerim Zhumanazarova | TUR   | Buse Tosun Çavuşoğlu |
| Lichtzwaar (-68 kg) | USA  | Amit Elor         | KGZ    | Meerim Zhumanazarova | JPN   | Nonoka Ozaki         |
| Zwaar (-76 kg)      | JPN  | Yuka Kagami       | USA    | Kennedy Blades       | CUB   | Milaimys Marín       |
| Zwaar (-76 kg)      | JPN  | Yuka Kagami       | USA    | Kennedy Blades       | COL   | Tatiana Rentería     |

### Medaillespiegel
Top-10
| Plaats | Land             | NOC | Goud | Zilver | Brons | Totaal |
| ------ | ---------------- | --- | ---- | ------ | ----- | ------ |
| 1      | Japan            | JPN | 8    | 1      | 2     | 11     |
| 2      | Iran             | IRI | 2    | 4      | 2     | 8      |
| 3      | Verenigde Staten | USA | 2    | 2      | 3     | 7      |
| 4      | Bulgarije        | BUL | 2    | 0      | 0     | 2      |
| 5      | Cuba             | CUB | 1    | 1      | 3     | 5      |
| 6      | Georgië          | GEO | 1    | 1      | 0     | 2      |
| 7      | Oezbekistan      | UZB | 1    | 0      | 1     | 2      |
| 8      | Bahrein          | BRN | 1    | 0      | 0     | 1      |
| 9      | Oekraïne         | UKR | 0    | 2      | 1     | 3      |
| 10     | China            | CHN | 0    | 1      | 4     | 5      |
| 10     | Kirgizië         | KGZ | 0    | 1      | 4     | 5      |

## Deelnemende landen
Er deden 291 worstelaars uit 61 landen mee bij het Worstelen op de Olympische Zomerspelen in Parijs.